# Geschiedenis van Aalst
Dit artikel behandelt de geschiedenis van de Belgische stad Aalst.

## Romeinse tijd
Feitelijk is er weinig bekend over de pre-middeleeuwse periode in Aalst.
Een concentratie van vuurstenen gereedschappen uit het einde van het paleolithicum op de rand van de Denderoever wijst op een tijdelijk kamp van jagers-verzamelaars in de periode 12.000-10.000 v. Chr. Naast kleine grachtstructuren uit de metaaltijden en de Romeinse periode is de vondst van een Gallo-Romeins graf op de oever van de Dender de enige belangrijke vondst uit deze periode. Onderzoek heeft wel aangetoond dat de hooggelegen leemkouter al vanaf het laat-neolithicum in bebouwing was en ook in de Romeinse periode als akkerland in gebruik bleef. Het pad van de latere handelsweg Brugge-Keulen die door Aalst loopt, gaat waarschijnlijk terug op een nog oudere weg, die ter hoogte van de latere Brusselse poort een oversteekplaats had over de Dender.

## Voor de 11e eeuw
De oudste kern van Aalst is waarschijnlijk op de plaats waar tegenwoordig nog het Oud-Hospitaal staat. Daar werd tussen 750 en 800 het Zelhof gesticht. Het Zelhof is een Karolingisch bedrijfstype. Wel is zeker dat Aalst ontstaan is op het eiland "Chipka", een eiland in de Dender. De ligging aan de Dender en de ligging aan de handelsweg Brugge-Keulen maar ook de bescherming van de Burcht, zorgden er later voor dat er een omwalde nederzetting gevormd kon worden.

## Graafschap Land van Aalst (1046 tot 1164)

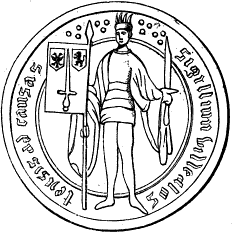
Het wapenschild in 1394

Zie Land van Aalst voor het hoofdartikel over dit onderwerp.
Vanaf de Frankische tijd lag het graafschap Aalst in de Brabantgouw. Nadat het deel van deze gouw tussen Schelde en Dender in de 11e eeuw veroverd werd door de (Franse) graven van Vlaanderen kon het Land van Aalst toch nog een eeuw van een zekere zelfstandigheid binnen Rijks-Vlaanderen genieten. De hertogen van Brabant-Lotharingen probeerden nog twee eeuwen de fictie van hun opperleenrecht over Aalst te doen gelden. De graaf van Vlaanderen koos ervoor Aalst tot hoofdplaats van zijn nieuwe gebied te maken door de nabijheid van de Schelde. Dendermonde lag op de rechteroever van de Dender. Vanuit Aalst liep noordwaarts de brede handelsweg door Hofstade en Wichelen naar de Aalsterse aanlegplaatsen aan de Schelde. Boudewijn I van Gent (1030-1084) werd de eerste graaf van Aalst en pair van de graaf van Vlaanderen. Midden deze handelsweg lag het Hof ten Bos, kasteel en neerhof. De wapenkleuren van de stad Aalst bevatten nog altijd die van Lotharingen: wit en rood.
Iwein van Aalst (ca. 1105 – 1145) volgde in 1127 zijn overleden broer Boudewijn III op als heer van Aalst, Waas en Drongen. Hij speelde een belangrijke rol bij de opvolging van Karel de Goede, de graaf van Vlaanderen die in 1127 vermoord werd. Iwein keerde zich in een gedreven speech tegen Willem Clito, de kandidaat van de Franse koning. Daarin stelde hij dat de graaf de rechten en vrijheden van de onderdanen moet respecteren (1e pleidooi voor constitutionalisme in West-Europa). Hij koos de kant van Diederik van de Elzas als nieuwe graaf van Vlaanderen. Toen deze op de vlucht gedreven werd, vond hij een onderkomen in de burcht van Aalst. Deze werd belegerd en bij toeval werd Willem Clito geraakt door een projectiel en overleed aan zijn verwonding. Dit staat bekend als de Slag bij Hertshaag (27-28 juli 1128). Als dank gaf graaf Diederik van de Elzas het leenheerschap over het graafschap Aalst aan graaf Iwein, die trouwde met diens dochter, Laureta van Vlaanderen. Aalst werd in de periode 1380-1385 belegerd en verwoest door de Gentenaars.

## 16e-17e eeuw: Tachtigjarige Oorlog

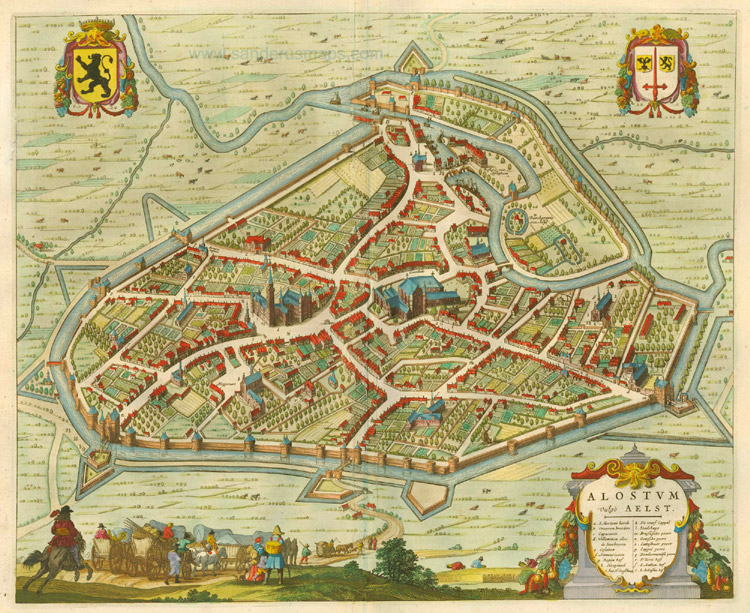
Aalst in 1651 door Joan Blaeu uit Flandria illustrata

Ook tijdens de Nederlandse Opstand, ook wel de Tachtigjarige Oorlog genoemd, kreeg Aalst het hard te verduren. In 1576 werd de stad geplunderd door muitende Spaanse soldaten. In 1582 werd Aalst ingenomen door de Staatsen en het jaar erop door de Spanjaarden.
Kerkelijk ressorteerde de stad Aalst eerst nog onder het aartsdiakonaat Brabant, en later onder het aartsdiakonaat Brussel van het oude bisdom Kamerijk. Na de herindeling van de bisdommen in de 16e eeuw hoorde het dan bij het aartsbisdom Mechelen.
Aalst lag strategisch op de handelsweg Brugge-Keulen, ter hoogte van de Brabants-Vlaamse grens. De Bourgondische eenmaking maakte een einde aan de militaire grenssituatie. Baardegem en Meldert lagen tot 1795 in de Vrijheid van Asse, in het hertogdom Brabant.

## 18e eeuw: Oostenrijkse en Franse tijd
In de 18e eeuw was de stad Aalst een belangrijk administratief centrum aan de steenweg van Brussel tot Gent. Aalst heeft ongeveer dezelfde afstand van beide steden. Dankzij haar ligging aan de Dender heeft de stad een verbinding met de Schelde. Zo waren er contacten met Ninove, Geraardsbergen en Henegouwen. De stad was de belangrijke hoofdplaats van de grootste bestuurlijke omschrijving van het graafschap Vlaanderen m.n. het Land van Aalst. De kasselrij was een van de meest bloeiende van het graafschap en overtrof het Brugse Vrije alsook steden als Gent en Brugge in belang. Het Land van Aalst had in de 18e eeuw 153 dorpen/steden waaronder: Geraardsbergen, Aalst, Oudenaarde, Ninove (had een eigen beschrijving), Dendermonde
Na het vertrek van de Oostenrijkers, tijdens de Franse tijd behoorde Aalst tot het Scheldedepartement met hoofdstad Gent. Kerkelijk verhuisde Aalst van Mechelen naar het bisdom Gent door het Concordaat van 1801.

## 19e eeuw: wederom industriestad
In de 14e en 15e eeuw was de ambacht van de lakenwevers een grote economische macht; ze waren een belangrijk onderdeel van de economie. Aalst zou rond de 16e eeuw grote bekendheid verwerven dankzij linnen- en tapijtwevers, ofschoon er wel een enorme concurrentie was met de Engelse lakenwevers. Gedurende de Tachtigjarige Oorlog kreeg Aalst het zwaar te verduren waardoor de stad zich pas rond 1700 kon herstellen. In de 18e eeuw werd de stad het centrum van de linnennijverheid in de regio. Dankzij de Franse overheersers kregen de garentwijnders en blauwververs veel werk.

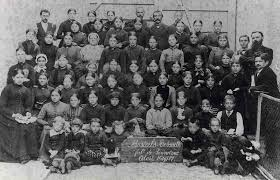
Werknemers van Bosteels-De Smeth in 1887

Eind 19de eeuw begonnen de werken aan de Sint-Jozefkerk, een kerk gebouwd ten gevolge van de stadsgroei en boem in haar populatie.
Vanaf de 19e eeuw werd Aalst een industriestad aan de Dender, met textielindustrie (vlas- en linnenweverijen, katoennijverheid), brouwerijen, etc. De stad had en heeft nog enkele relatief bekende fabrieken: Bonneterie Bosteels-De Smeth, Tereos, De Wolf-Cosijns, Brouwerij De Gheest, Leerlooierij Schotte en meer.

## Eerste Wereldoorlog (1914-1918)
Aalst werd tijdens beide wereldoorlogen door het Duitse leger bezet. In september 1914 vond er een korte slag plaats om Aalst. De stad kreeg het zwaar te verduren tijdens de Eerste Wereldoorlog, zo ging bijkans de ganse Molenstraat in vlammen op. Het laagste gedeelte van de straat kent hierom voornamelijk gevels uit de jaren 50.

## Interbellum (1919-1939)
De stad Aalst kent veel interbellumwoonsten, dit vanwege de schade opgelopen gedurende de Eerste Wereldoorlog en het feit dat een groot aantal van deze woonsten de Tweede Wereldoorlog overleefden.

## Tweede Wereldoorlog (1940-45)

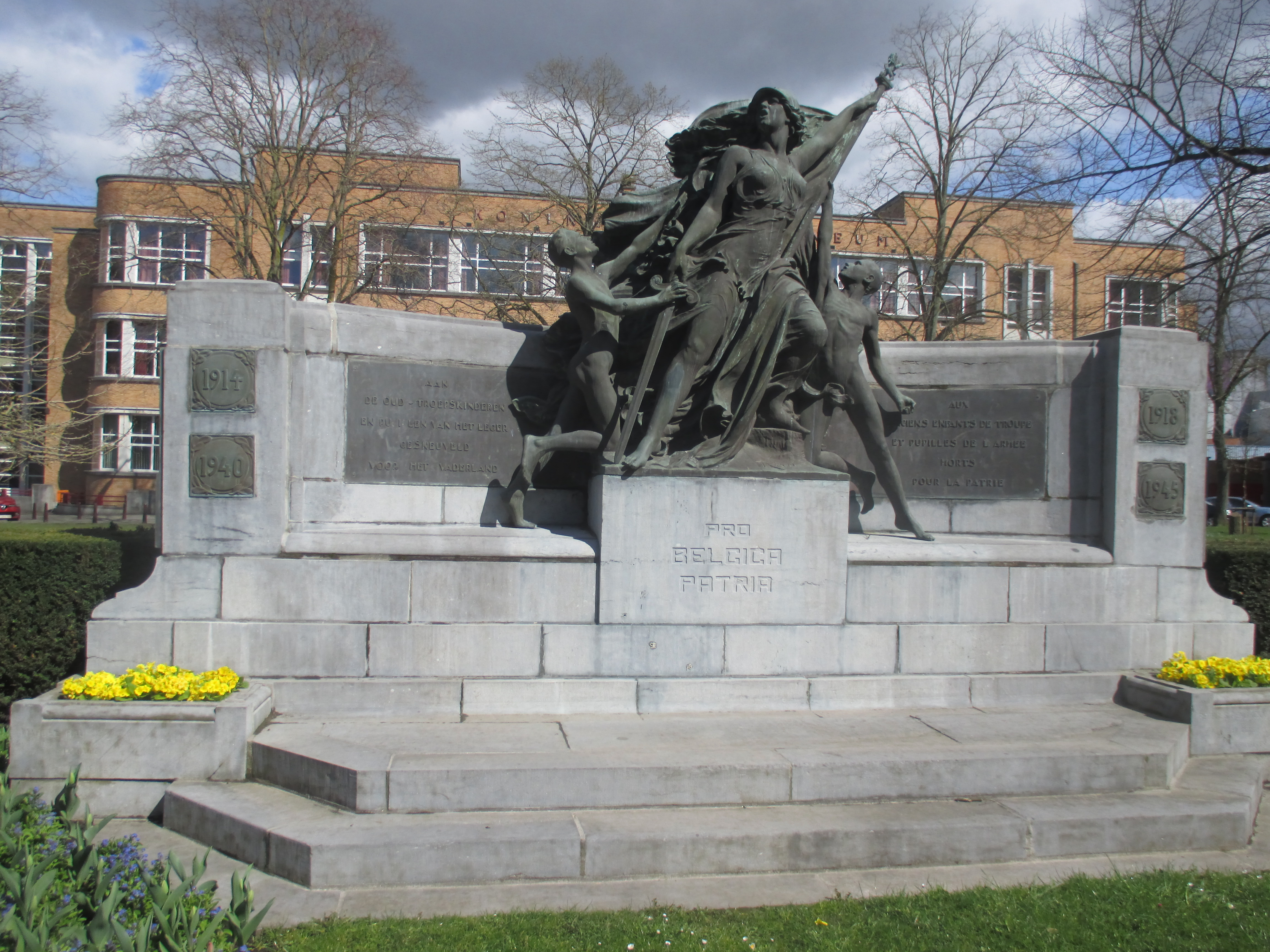
Het nationaal oorlogsmonument voor de eerste en Tweede Wereldoorlog te Aalst.

In de jaren voor Wereldoorlog II had het rechts-radicale Vlaams Nationaal Verbond een aanzienlijke aanhang in Aalst. De stad vormde samen met Brussel en Antwerpen een bolwerk van deze partij.
De gemeente werd rond 21 mei 1940 bezet door het Duitse leger en bevrijd op 3 september 1944. Het gewapend verzet bestond ook hier uit verschillende groepjes naargelang de ideologische overtuiging of naar de specialisatie. Het Geheim Leger o.l.v. Basiel De Grève (VTI-leraar), de broers De Schaepdrijver, e.a., was eerder royalistisch-conservatief en o.a. ingeschakeld bij het droppen van spionnen, wapens en munitie. Het BVL (Belgisch Vrijwilligerslegioen) werd in Aalst vrij vlug opgerold door de aanhouding van meerdere leden (eind september 1942). Onderwijzer Henri Matthieu en vijf van zijn kompanen werden in Duitsland terechtgesteld. Een van de grootste verzetsgroepen was het linkse OF (Onafhankelijkheidsfront) dat in Aalst geleid werd door o.a. Leon Bocken, Bert Van Hoorick, Mevr. C.Pletsier-De Groot. De Witte Brigade of  groep Fidelio, met o.a. Robert Kiekens, legde zich vooral toe op het helpen ontsnappen van neergehaalde Engelse piloten. Het Bevrijdingsleger had zijn wortels in christendemocratische milieus. In Aalst werd de kern gevormd door politieagenten en rijkswachters (o.a. Hugo Lefevre, doodgemarteld in een Duits concentratiekamp). Rijkswachtcommandant Fernand Bouckenaere werd nog net voor de bevrijding, op 25 augustus 1944, door de Duitsers gefusilleerd in het kamp van Oostakker omdat hij Aalsterse weerstanders gewaarschuwd had voor nakende Duitse razzia’s. In totaal werden 40 Aalstenaars terecht gesteld wegens verzetsdaden, 80 anderen zijn kortere of langere tijd opgesloten en/of gemarteld geweest door de Duitsers. Minstens twee weerstanders werden naar het Auffanglager van Breendonk getransporteerd. In de speciale Nacht und Nebel-concentratiekampen werden zeven weerstanders uit de gemeente ter dood gebracht door onthoofding.
Tijdens Wereldoorlog II vonden zeker 40 Joden gedurende een kortere of langere periode een veilig onderduikadres in Aalst. Maar waarschijnlijk ligt dit getal nog hoger.

## De jaren 2010
In 2013 werd Christoph D'Haese opvolger van Ilse Uyttersprot als burgemeester van Aalst. In december 2019 werd Aalst carnaval uit UNESCO geschrapt, een idee uitgevoerd door D'Haese.

## De jaren 2020
Aalsters voormalig burgemeester Ilse Uyttersprot werd vermoord in het jaar 2020. In 2022 werd bekendgemaakt dat de Sint-Jozefkerk zich in erbarmelijke staat verkeerd en gerestaureerd moet worden. De bouw van de ondergrondse parking op het Esplanadeplein werd hierdoor uitgesteld. Er werd in 2022 aangekondigd dat het OLV en het ASZ gaan fuseren tegen 2025. In 2023 trok Aalst carnaval een recordaantal bezoekers met 105.000 toeschouwers. Het herdenkingsmonument voor de slachtoffers van de Bende van Nijvel werd geplaatst bij de parking van de Delhaize en de ingang van het Osbroek in 2023. In het jaar 2024 bereikte de gemeente van Aalst de populatie van 90 000  inwoners.

## Archeologische opgravingen
Na een radiometrische datering in de Sint-Martinuskerk in Aalst, bleek de kerk al in gebruik te zijn tussen het jaar 700 – 900 n.Chr. Een bewijs dat Aalst langer bestaat dan historische bronnen lieten denken. In het jaar 2017 hadden archeologen van Solva opgravingen gedaan, ze namen deze opportuniteit toen er bleek dat er een nieuw verwarmingssysteem werd geïnstalleerd in de kerk. Uit deze opgravingen blijkt villa Alost niet de enige woonkern geweest te zijn, maar ook onder de speelplaats van het Sint-Jozefscollege en nu ook de Sint-Martinuskerk.

## Galerij

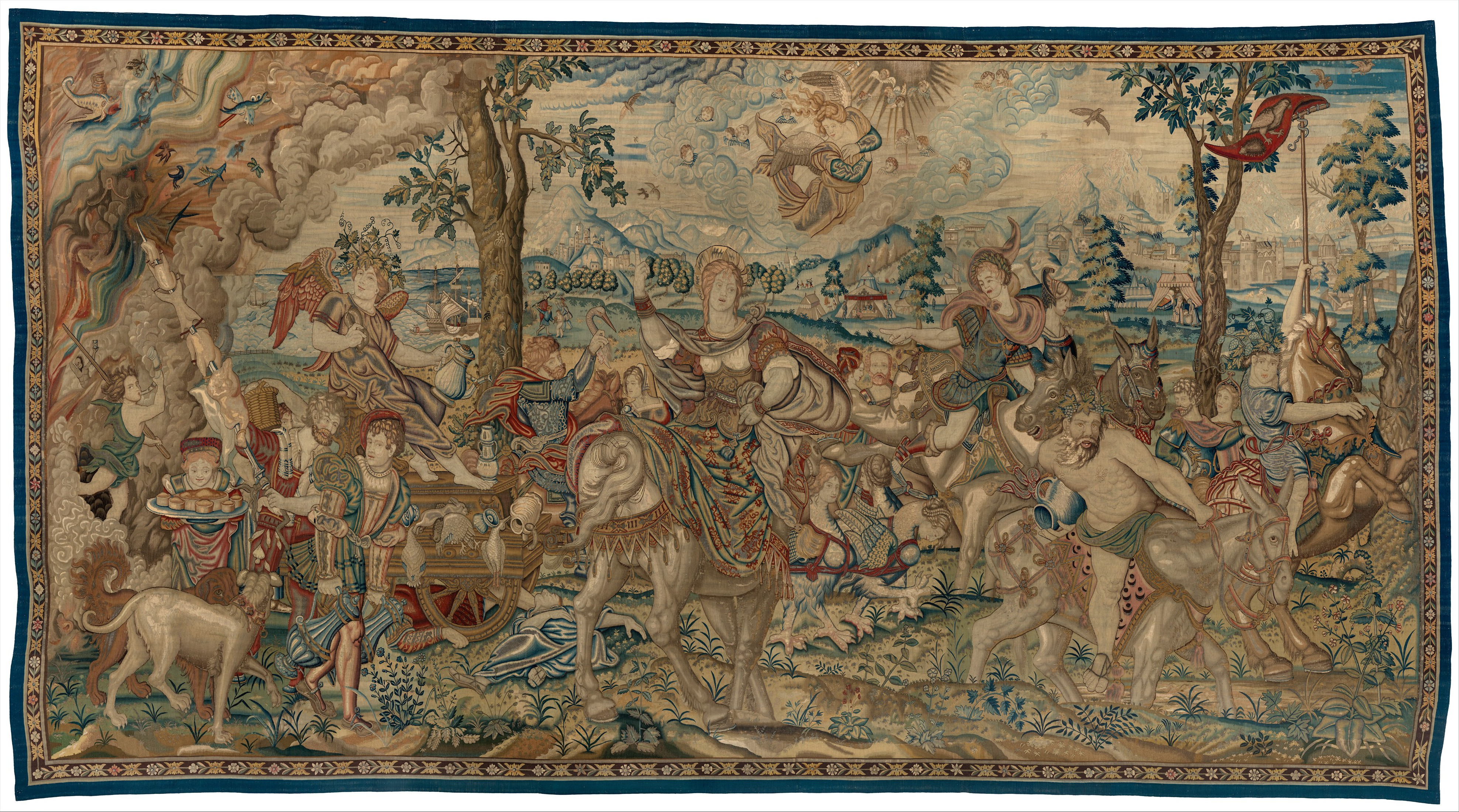
Een tapijt gemaakt door Pieter Coecke van Aelst, ca. 1550 and 1560
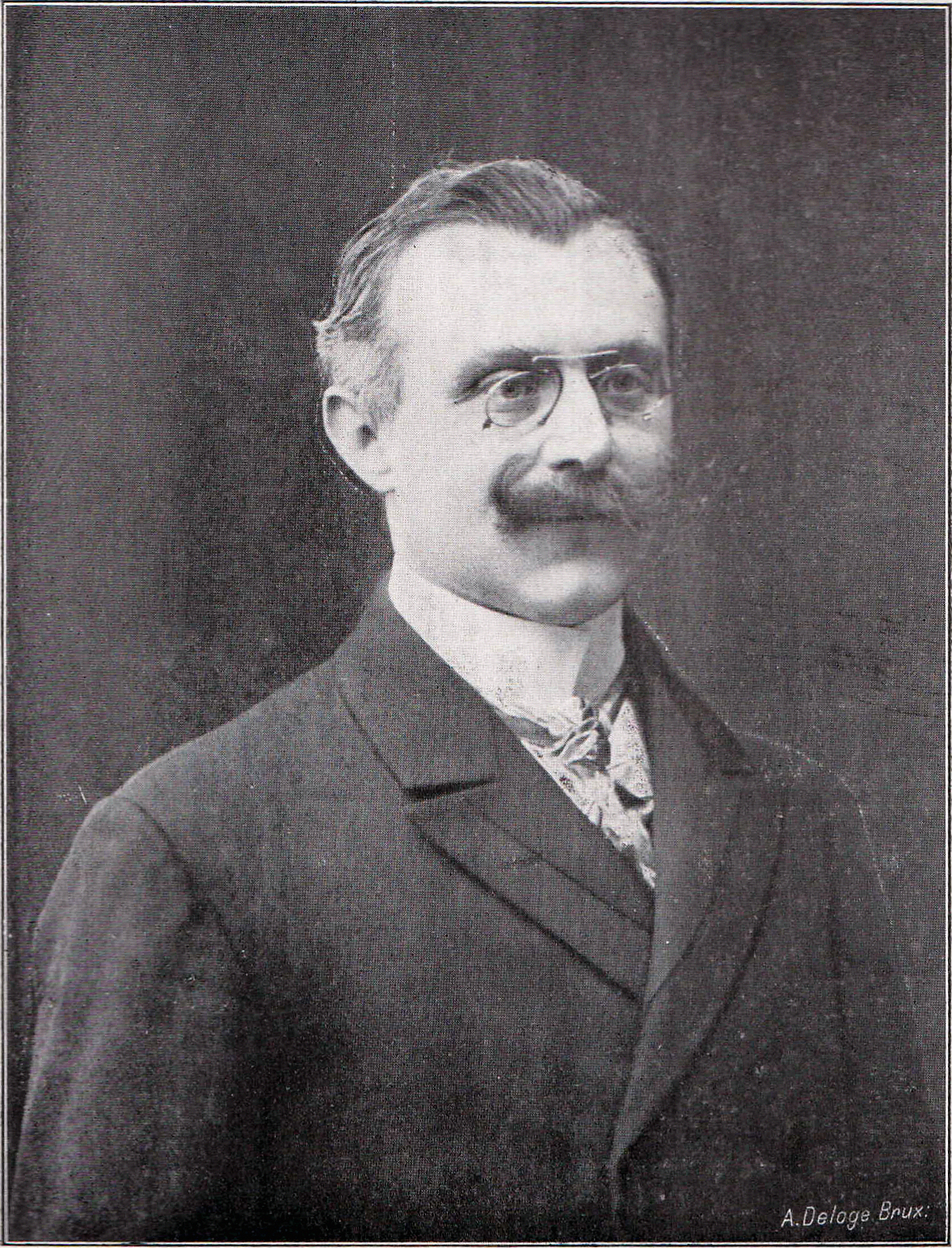
Romaan Moyersoen, burgemeester van 1925 tot 1932.